# Chaemwaset (Sohn von Ramses II.)
Chaemwaset (auch Cha-em-Waset; Chaemwese; * um 1281 v. Chr.; † 1225 v. Chr.) bekleidete bereits in jungen Jahren eine Priesterposition im Apis-Kult, die er nach Fertigstellung des von ihm veranlassten Baus des Serapeums in Sakkara ausübte. Weitere Bautätigkeiten und Restaurierungen alter memphitischer Gräber bildeten die Grundlage für die Bezeichnung „Erster der Archäologen“.

## Hintergrund

### Herkunft und erste Priestertätigkeiten

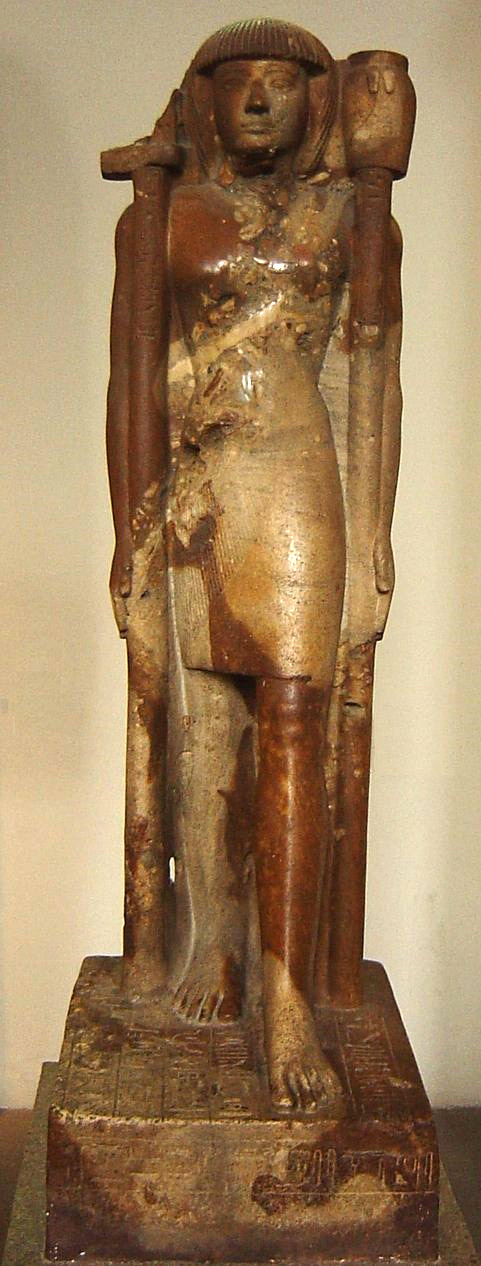
Statue des Chaemwaset

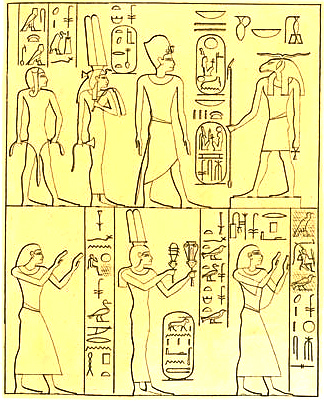
Aswan-Stele. Einige Familienmitglieder. Obere Reihe: Ramses II., Isisnofret und Chaemwaset vor Chnum. Untere Reihe von links nach rechts: Merenptah, Bintanat und Prinz Ramses.

Chaemwaset wurde als vierter Sohn von Ramses II., zweiter Sohn der zweiten Großen Königlichen Gemahlin Isisnofret, wahrscheinlich schon vor der Regierungsübernahme seines Vaters geboren. In höheren Priesterämtern ist Chaemwaset ab dem 21. Regierungsjahr von Ramses II. (1259 v. Chr.) bezeugt.
Diese Jahre seiner Priestertätigkeiten beschreibt Chaemwaset selbst: „Das Amt des Iunmutef wurde groß gemacht von Ptah“. Einige Jahre später übernimmt er das Amt des „Hoherpriesters des Ptah“ in Memphis, das ab dem 32. Regierungsjahr von Ramses II. (1248 v. Chr.) belegt ist. Nach weiteren zwei Jahren übt er 1246 v. Chr. Tätigkeiten des Priestertitels „Horus-Iunmutef“ aus, zu diesem Zeitpunkt jedoch ohne explizite Nennung als Priester „Horus-Iunmutef“. Chaemwaset hatte 1246 v. Chr. ein Alter von etwa Mitte Dreißig erreicht.

### Chaemwasets Aufstieg
Chaemwaset war für die Verkündigung einiger der Sedfeste seines Vaters zuständig. Er ist aber vor allem durch seine Arbeit in der memphitischen Nekropole bekannt. Auf verschiedenen Pyramiden des Alten und des Mittleren Reiches ließ er Inschriften, die ihn und seinen Vater nennen, anbringen. Außerdem werden ihm archäologische Tätigkeiten in Sakkara zugeschrieben, was ihm den Ruf des „ersten Archäologen“ einbrachte. Die neuere Forschung sieht das allerdings etwas differenzierter. Die meisten dieser Pyramiden sind von seinem Vater für seine Bauvorhaben als Steinbrüche niedergerissen worden. Die Inschriften scheinen den Zweck gehabt zu haben, einen Minimalkult aufrechtzuerhalten, während die eigentlichen Pyramidentempel abtransportiert worden sind.
Dabei mag er ein gewisses Wissen der alten Schriften und Zeiten gesammelt haben. Seine Arbeit in den memphitischen Nekropolen in der Gegend um Memphis und sein ärztliches Fachwissen führten wohl dazu, dass das Volk ihn als mit Heka-Kräften begnadet ansah, ihn also für eine Art „Magier“ hielt. Sein Andenken wurde später in der demotischen Literatur in den „Setne-Geschichten“ bewahrt. Weitere Zeugnisse seiner Arbeit sind bis zum heutigen Tage im Tempel des Haremhab in Dschabal as-Silsila und im Ptah-Tempel in Memphis erhalten geblieben.
Chaemwaset starb etwa 56-jährig im 55. Regierungsjahr seines Vaters; einige Zeit zuvor war er zum Kronprinzen ernannt worden. Sein Grab lag wohl in Sakkara, wo sich einzelne Bauteile davon fanden.